# Gradisca d'Isonzo
Gradisca d'Isonzo (slovinsky Gradišče ob Soči, v běžné furlanštině Gardiscje, Gardiscja v gorické furlanštině) je italská obec se 6580 obyvateli v bývalé provincii Gorizia v italské oblasti Furlansko-Julské Benátsko. Je možné se setkat se starším českým označením Hradiště na Soči.

## Historie
Město bylo založeno koncem 15. století za Benátské republiky.
Obci bylo uděleno městské právo 14. července 1936.

## Partnerská města

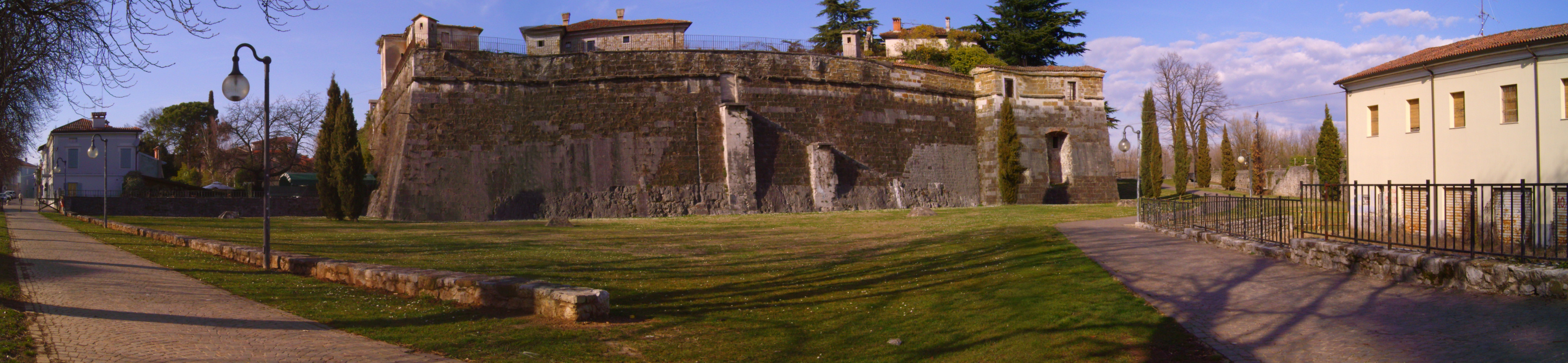
Kastell Gradisca

- Kastav Chorvatsko od roku 2003
- Ibrány Maďarsko od roku 2004 [6]